# Salvador Durán

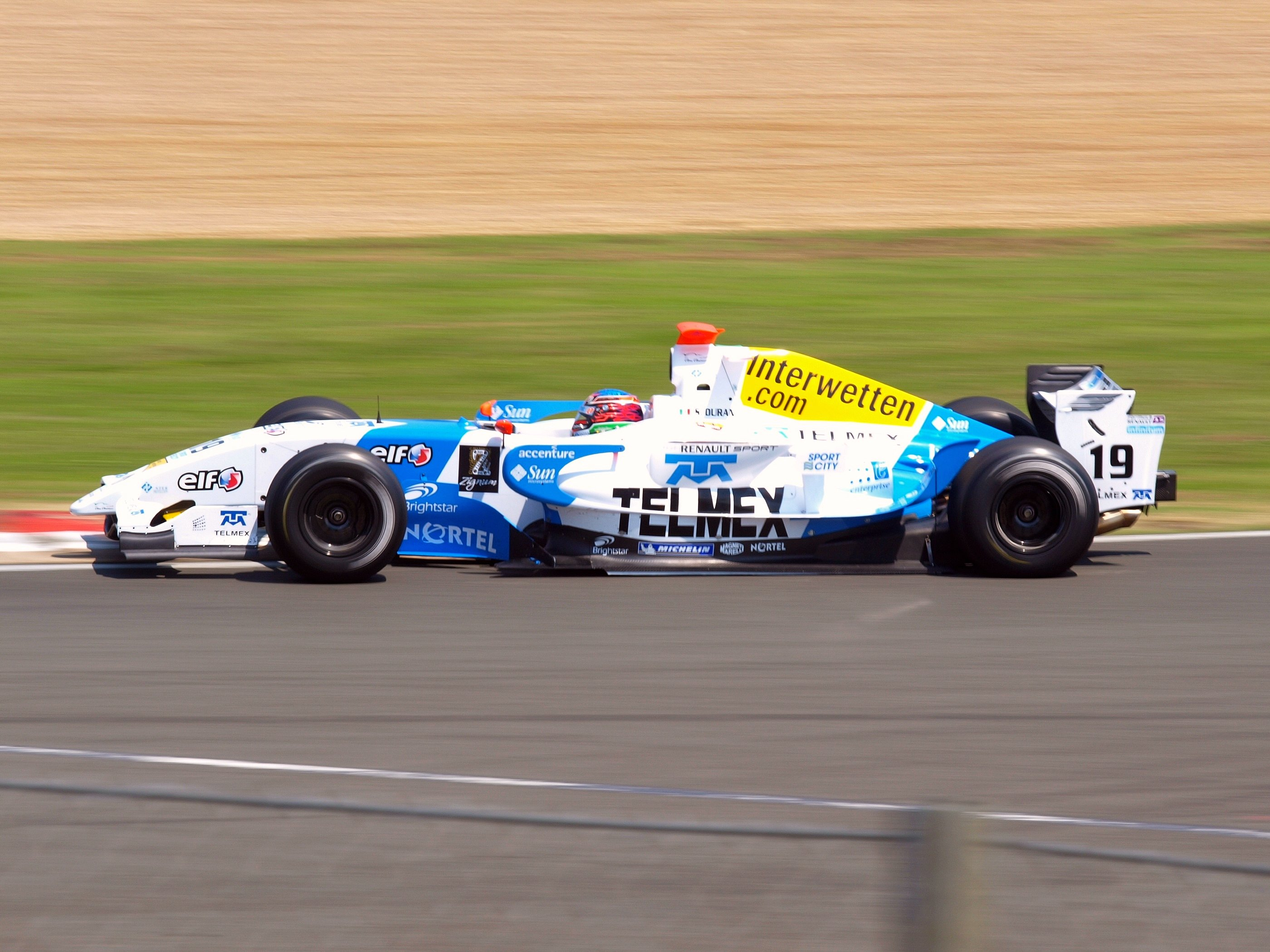
Durán in actie op Silverstone, 2008

Salvador Durán (Mexico-Stad, 6 mei 1985) is een Mexicaans autocoureur.
Salvador begon zijn carrière in 2002 met een 2e plaats in het Skip Barber National en hij won de Midwestern Champion-trofee. In 2003 werd hij 8e in het Italiaanse Formule Renault-kampioenschap en 15e in de Eurocup Formule Renault. In 2004, 2005 en 2006 reed hij in de Britse Formule 3, en in 2005 won hij met P1 Motorsport het Nationale Kampioenschap (een kampioenschap dat niet gaat om de punten van de coureur maar om de punten van het land).
Net na zijn succes in de F3 tekende hij voor Team Mexico, in de A1 Grand Prix, en reed een paar weekends, waaronder de race in de Verenigde Staten, Laguna Seca, waar hij beide races won.
Voor het kampioenschap in 2006 in de Britse F3 ging Salvador naar de Kampioenschapsklasse, met HiTech Racing. Hij werd tiende in het kampioenschap, hij had 54 punten gescoord. Zijn beste resultaat was een vierde plaats in Silverstone.
Hij ging door met de A1 Grand Prix. Hij ging ook rijden voor Chip Ganassi Racing, in de 24 uur van Daytona, die hij won samen met voormalig Formule 1-coureur Juan Pablo Montoya, en oud-Champcars coureur Scott Pruett.
Na enkele jaren in de NASCAR te hebben gereden, keerde Durán in 2014 terug in het formuleracing, waarbij hij voor Amlin Aguri zijn debuut maakte in de Formule E als vervanger van Katherine Legge.